# Andreas Schnaas
Andreas Schnaas (Amburgo, 1º aprile 1968) è un regista, attore, sceneggiatore e produttore cinematografico tedesco, nonché truccatore e creatore di effetti speciali cinematografici.

## Biografia
Nato in una famiglia benestante, ha il suo primo contatto con l'horror a 8 anni entrando in un cinema di Amburgo. Il suo primo cortometraggio viene fatto con la collaborazione del nonno, dei genitori e di vari amici: chiamato The Hunter, parla dell'avventura di alcuni mercenari. A questo seguirono Horror Game e altri cortometraggi.
All'età di 20 anni assieme al fratello e alcuni collaboratori come Steve Aquilina crea 
Violent Shit, il suo primo lungometraggio.
Ha diretto soprattutto film horror-splatter, tra i quali Antropophagus 2000, remake di Antropophagus (diretto da Joe D'Amato nel 1980).

## Filmografia

### Regista
- Violent Shit (1987)
- Zombie '90: Extreme Pestilence (1991)
- Violent Shit II: Mother Hold My Hand (1992)
- Goblet of Gore (1996)
- Violent Shit III: Infantry of Doom (1999)
- Antropophagus 2000 (1999)
- Demonium (2001)
- Nikos the impaler (2003)
- Don't Wake the Dead (2008)
- Unrated (2009)
- Karl the Butcher vs Axe (2010)
- Unrated 2 - Scary as hell(2011)

### Attore
- Violent Shit (1987)
- Zombie '90: Extreme Pestilence (1991)
- Violent Shit II: Mother Hold My Hand (1992)
- Goblet of Gore (1996)
- Diabolica (1999)
- Mutation (1999)
- Violent Shit III: Infantry of Doom (1999)
- Antropophagus 2000 (1999)
- Dämonenbrut (2000)
- Midnight's Calling (2000)
- Fog²- Revenge of the Executed (2002)
- Parts of the Family (2003)
- Nikos the Impaler (2003)
- Unrated (2009)
- Angel of Death 2: The Prison Island Massacre (2009)
- Karl the Butcher vs Axe (2010)
- Necronos - Tower of Doom (2010)
- Game Over (2010)
- The 4th Reich (2011)
- Violent Shit: The Movie (2015)